# 西田秀穂
西田 秀穂（にしだ ひでほ、1922年(大正11年)10月19日 - 2019年2月16日）は、西洋美術史学者、東北大学名誉教授。

## 略歴
大阪市生まれ。学徒出陣をへて、1949年東北帝国大学法文学部文学科卒。ドイツ・ボン大学美術史研究所にて西洋近代美術（カンディンスキー、ドイツ表現主義）を研究。東北大学文学部助手、1950年（昭和25年）講師、1954年（昭和29年）助教授、1972年（昭和47年）教授、1981-1983年文学部長、1986年（昭和61年）定年退官、名誉教授、実践女子大学教授。1993年（平成5年）退職。
1990年（平成2年）「カンディンスキー研究 非対象絵画の成立 :その発展過程と作品の意味」で東北大学文学博士。7度にわたってミュンヘン、ベルンに長期滞在し、カンディンスキーおよびパウル・クレーの作品、遺稿を研究。
2019年2月16日、心不全のため仙台市若林区で死去。96歳没。死後、従七位より正四位に進階。

## 著書
- 『カンディンスキー研究 非対象絵画の成立-その発展過程と作品の意味』美術出版社 1993
- 『パウル・クレーの芸術 その画材と技法と』東北大学出版会 2001
- 『パリのカンディンスキー その素材と技法と』かわさき市民アカデミー講座ブックレット 2003

### 共著
- 『世界の名画 23 クレー』吉行淳之介,高階秀爾共著 中央公論社 1973

### 翻訳
- カンディンスキー『抽象芸術論 芸術における精神的なもの』美術出版社 1958
- カンディンスキー『点・線・面 抽象芸術の基礎』美術出版社 1959
- カンディンスキー『芸術と芸術家 ある抽象画家の思索と記録』西村規矩夫共訳 美術出版社 1962、各・著作集で新版
- ハインリヒ・リュッツェラー『抽象絵画-意味と限界』美術出版社 1973
- 『カンディンスキー著作集 4 カンディンスキーの回想』美術出版社 1979、改訂新版（4巻組）、2000
- W.ハフトマン『パウル・クレー 造形思考への道』元木幸一共訳 美術出版社 1982
- ハンス・K.レーテル/ジーン・K.ベンジャミン編『カンディンスキー 全油彩総目録 1・2』有川治男共訳 岩波書店 1987-89
- 『パウル・クレー手稿造形理論ノート』松崎俊之共訳 美術公論社 1988
- アンドリュー・ケーガン『パウル・クレー 絵画と音楽』有川幾夫共訳 音楽之友社 1990
- H.W.ジャンソン『美術の歴史』全2巻 新版 村田潔共訳監修 美術出版社 1990